# أربيان شاحب القنابات
أربيان شاحب القنابات (الاسم العلمي: Anthemis leucolepis) هو نوع نباتي يتبع جنس الأربيان من الفصيلة النجمية.

## الموئل والانتشار
في بلاد الشام.